# Кокина Лурия
Кокина Лурия (на гръцки: Κόκκινα Λουριά) е село в Гърция, област Пелопонес, дем Източен Мани. Селото има население от 242 души според преброяването от 2001 година.

## Личности
Родени в Кокина Лурия
- Вангелис Ронгакос (1917 – 1949), гръцки революционер, командир от ДАГ
- Григорис Ронгакос, гръцки революционер, деец на Гръцката въоръжена пропаганда в Македония